# 流川夕
流川 夕（るかわ ゆう、1999年12月12日 - ）は、日本の元AV女優。リスタープロ所属。

## 略歴
2021年11月、プレステージ専属女優としてAVデビュー。キャッチフレーズは「2021年、大本命」「この美貌に死角なし」。デビュー時はオールプロ所属。
2023年9月8日に初の書店流通写真集を双葉社から発売。
2023年10月より事務所をリスタープロに移籍。
·2024年7月25日、SNSにて当面の間の活動休止を告知。しかし復帰することなく12月12日、AV活動引退を直筆の文章で発表した。引退は台湾・EBC東森新聞でも報道された。

## 人物
山口県出身。趣味は美容、特技は健全なマッサージ。
デビューの動機は、「エッチなことに対しての好奇心や探究心が強いから」。

## 作品

### アダルトDVD
- 新人 プレステージ専属デビュー（11月5日、プレステージ）
- 新・絶対的美少女、お貸しします。 ACT.109（12月3日、プレステージ）

- 顔射の美学 19（1月7日、プレステージ）
- 美少女と貸切温泉と、濃密性交と。 20（2月4日、プレステージ）
- アオハル 制服美少女と完全主観で過ごす性春3SEX。 #09（3月4日、プレステージ）
- 【プレステージ20周年特別企画】ギャルしべ長者×流川 夕（4月1日、プレステージ）
- 女子マネージャーは、僕達の性処理ペット。 044（5月6日、プレステージ）
- 1VS1 【※演技一切無し】本能剥き出しタイマン4本番 ACT.22（6月3日、プレステージ）
- 風俗タワー 性感フルコース3時間SPECIAL ACT.41（7月1日、プレステージ）
- 天然成分由来 流川夕 汁120% 79（8月5日、プレステージ）
- 超♡透け透けスケベ学園 CLASS 17（9月2日、プレステージ）
- ※胸糞NTR 最悪の鬱勃起映像 幸せを約束した大好きな彼女がおっさんに寝取られて、壊されました。（10月7日、プレステージ）
- 絶対的鉄板シチュエーション 23 流川夕と巡るとてもHな4シチュエーション（11月4日、プレステージ）
- なまなかだし 48（12月2日、プレステージ）

- 絶対的下から目線 おもてなし庵 23 美麗小町 流川夕（1月6日、プレステージ）
- 流川夕 8時間 BEST PRESTIGE PREMIUM TREASURE vol.01 全6作品 + 未公開映像で「流川夕」の軌跡をたどる永久保存盤!!（1月13日、プレステージ）※単体ベスト
- 人生初・トランス状態 激イキ絶頂セックス 65  流川夕（2月3日、プレステージ）
- 本番オーケー!? 噂の裏ピンサロ 21 流川夕（3月3日、プレステージ）
- 何もない田舎で幼馴染と、汗だく濃厚SEXするだけの毎日。 case.08 お互いの身体を求めあう 湿度120%の本気交尾 流川夕（4月7日、プレステージ）
- ひたすら生でハメまくる、終らない中出し性交。 膣内射精22連発 流川夕（5月5日、プレステージ）
- 働く痴女系お姉さん vol.22 働く流川夕の5シチュエーション（6月2日、プレステージ）
- 流川夕 8時間 BEST PRESTIGE PREMIUM TREASURE vol.02（6月23日、プレステージ）※単体ベスト
- スプラッシュゆう 流川夕（7月7日、プレステージ）
- どちゃくそエロい最高級ギャルと中出ししまくった、あの夜。 05 流川夕（8月4日、プレステージ）
- 密着ドキュメント FILE.08 流川夕（9月1日、プレステージ）
- 絶頂ランジェリーナ 流川夕（10月6日、プレステージ）
- まだ絶対イケるよ! vol.06 流川夕（11月3日、プレステージ）
- 中出し 射精執行官 14 流川夕（12月1日、プレステージ）

- もっと、汁 120% 流川夕（1月5日、プレステージ）
- 風俗タワー PREMIUM ACT.08 流川夕（2月2日、プレステージ）
- 流川夕 8時間 BEST PRESTIGE PREMIUM EXCLUSIVE vol.03（2月9日、プレステージ）※単体ベスト
- 実践的シチュエーション ためになるAV 保健室の先生が身体を使って性指導! 絶対セイキョウイク 流川夕（3月1日、プレステージ）
- 強気なギャルが完堕ちするまでぶっ壊された ずぶ濡れ性交 流川夕（4月5日、プレステージ）
- ねっちょりセックスに溺れる文系女子。粘着性高湿度サイレントセックス 流川夕（5月3日、プレステージ）
- リミットブレイクSEX 絶対的美少女の殻をブチ破るドM覚醒性交 VOL.07 流川夕（6月7日、プレステージ）
- 学校で1番可愛い教え子に射精管理されています。 流川夕（7月5日、プレステージ）
- スポコス汗だくSEX3本番! 体育会系・流川夕 act.33（8月2日、プレステージ）
- 流川夕 8時間 BEST PRESTIGE PREMIUM EXCLUSIVE vol.04（8月16日、プレステージ）※単体ベスト
- 完全主観 × 鬼イカせ イッても止めない激FUCK!!! 追撃5,000ピストン 流川夕（9月6日、プレステージ）
- 素人くんと丸1日2人きり。 流川夕（10月4日、プレステージ）
- 絶対忠実秘書 流川夕（11月1日、プレステージ）

### アダルト配信
- 【初撮り】【透き通るような柔肌】【SSS級美少女】死角なしの美貌と曲線美を携えた美人セラピストが降臨。透明感抜群のしなやかな躰を執拗に責められると、未だ経験のない享楽の境地へと誘われ、恍惚の表情を浮かべる。 ネットでAV応募→AV体験撮影 1656（10月16日、シロウトTV）※「夕」名義

### イメージDVD / BD
◎はBD版発売作品。
- Yu Shining forever you・流川夕（2022年5月19日、REbecca）◎
- Yu2 Colorfully changing you・流川夕（2023年10月5日、REbecca）◎

### 写真集
- Yu 流川夕写真集（2023年9月8日、双葉社、撮影：篠原潔）ISBN 978-4-575-31820-3 [8]

### デジタル写真集
- はじめての裸 初脱ぎ（10月8日、プレステージ出版、撮影：C:TAKERU）

- 海物語（3月11日、プレステージ出版、撮影：C:TAKERU）
- 南の風に抱かれて（3月11日、プレステージ出版、撮影：C:TAKERU）
- Yu Shining forever you・流川夕（6月19日、REbecca）
- 激写美女（9月23日、プレステージ出版）
- PRESTIGE PUBLISHING HISTORY COLLECTION Vol.04（9月30日、プレステージ出版）

- Yuu vol.1 【グラビア写真集】流川夕（4月21 日、プレステージ出版、撮影：渡辺凌）
- Yuu vol.1 【ヌード写真集】流川夕（4月21 日、プレステージ出版、撮影：渡辺凌）
- Yuu vol.2 【グラビア写真集】流川夕（5月12日、プレステージ出版、撮影：渡辺凌）
- Yuu vol.2 【グラビア写真集】流川夕（5月12日、プレステージ出版、撮影：渡辺凌）
- Yuu Complete Edition【グラビア写真集】 流川夕（7月21日、プレステージ出版、撮影：渡辺凌）※「Yuu vol.1」「Yuu vol.2」を一つにまとめ、さらに50ページ以上の未公開カットを収録。
- Yuu Complete Edition【ヌード写真集】 流川夕（7月21日、プレステージ出版、撮影：渡辺凌）※「Yuu vol.1」「Yuu vol.2」を一つにまとめ、さらに50ページ以上の未公開カットを追加した作品。
- 絶対的スーパーナチュラルポーズブック 流川夕（10月27日、プレステージ出版、撮影：渡辺凌）
- 絶対的透け透けテカテカポーズブック 流川夕（12月8日、プレステージ出版、撮影：渡辺凌）

- PRESTIGE POSE MESSAGE 流川夕 01（3月8日、プレステージ出版）
- PRESTIGE POSE MESSAGE 流川夕 02（3月22日、プレステージ出版）
- PRESTIGE POSE MESSAGE 流川夕 03（3月29日、プレステージ出版）
- 絶対的バラエティポーズブック 流川夕（3月29日、プレステージ出版、撮影：渡辺凌）
- PRESTIGE POSE MESSAGE 流川夕 04（4月5日、プレステージ出版）
- PRESTIGE POSE MESSAGE 流川夕 05（4月12日、プレステージ出版）
- PRESTIGE POSE MESSAGE 流川夕 06（5月3日、プレステージ出版）
- PRESTIGE POSE MESSAGE 流川夕 07（5月24日、プレステージ出版）
- PRESTIGE POSE MESSAGE 流川夕 08（6月7日、プレステージ出版）
- PRESTIGE POSE MESSAGE 流川夕 09（6月14日、プレステージ出版）
- 流川夕 溶けルほどに恋しタ。 100カット超Special edition FRIDAYデジタル写真集（6月21日、講談社、撮影：篠原潔）
- ジューシーハニーPLUS＃21 流川夕（8月26日、ジューシーハニー、撮影：篠原潔）
- PRESTIGE POSE MESSAGE 流川夕 10（9月6日、プレステージ出版）
- PRESTIGE POSE MESSAGE 流川夕 11（9月13日、プレステージ出版）
- 流川夕撮り下ろしBEST PREMIUM EXCLUSIVE CUT vol.01【グラビア写真集】（9月20日、プレステージ出版）※未公開カットを収録したベスト写真集。
- 流川夕撮り下ろしBEST PREMIUM EXCLUSIVE CUT vol.01【ヌード写真集】（9月20日、プレステージ出版）※未公開カットを収録したベスト写真集。
- PRESTIGE POSE MESSAGE 流川夕 12（10月25日、プレステージ出版）
- PRESTIGE POSE MESSAGE 流川夕 14（12月27日、プレステージ出版）

- PRESTIGE POSE MESSAGE 流川夕 13（1月24日、プレステージ出版）
- PRESTIGE POSE MESSAGE 流川夕 15（3月14日、プレステージ出版）

## 製品

### トレーディングカード
- AVC ジューシーハニーコレクションカード PLUS #18（2023年4月22日、株式会社ハバロッサ）
- AVC ジューシーハニーコレクションカード PLUS ＃21（2024年2月24日、株式会社ハバロッサ）
- PRESTIGE Playing card vol.1（2024年3月29日、プレステージ）※プレステージ専属女優11名が登場するトランプ。数量限定販売。

### カレンダー
- 流川夕 2024年カレンダー（2023年10月14日、SUNCARAT）
- 卓上 流川夕 2024年カレンダー（2023年10月14日、SUNCARAT）

## 出演

### テレビ
- ケンコバのバコバコナイト（2022年6月4日 - 、サンテレビ）

### ラジオ
- ザ・マミィの今一歩、前へ（文化放送）
  - #3,#4（2022年5月1日,8日）[9]
  - #35,#36（2022年11月27日,12月4日）[10]
  - #43,#44,#57,#58,#78,#79,#86,#87,#90,（2023年1月23日,30日、7月17日、7月24日、9月25日、10月2日、11月27日、12月4日、12月25日）
  - #91,#107,#108,#113（2024年1月1日、4月22日、29日、6月3日）

### 雑誌
- 週刊アサヒ芸能 2022年6月9日号（徳間書店） - グラビア「君の瞳にフォーリンラブ」